# Automotrice FNM M-1
L'automotrice M-1 delle Ferrovie Nord Milano era un'automotrice termica, alimentata a benzina, costruita dalla Breda nel 1924.
Si trattava di un mezzo sperimentale, consistente in una classica carrozza ferroviaria motorizzata su un carrello.
L'automotrice, dalla tecnica primordiale, presentò fin dall'inizio molti problemi, e nel 1930 venne trasformata in veicolo di servizio per la verifica della linea aerea.
Venne demolita in seguito ai danni riportati nella seconda guerra mondiale.